# مرگ سیاه (فیلم)
مرگ سیاه (انگلیسی: Black Death) فیلمی در ژانر ترسناک و ماجرایی به کارگردانی کریستوفر اسمیت بر اساس فیلمنامه داریو پولونی است که در سال ۲۰۱۰ منتشر شد. از بازیگران آن می‌توان به شان بین، ادی ردمین، کاریس ون هویتن، دیوید وارنر، و جانی هریس اشاره کرد.
تمام صحنه‌های فیلم مرگ سیاه به ترتیب زمانی فیلمبرداری شده‌اند، اتفاقی نادر است.

## داستان
در سال ۱۳۴۸ در انگلستان قرون وسطایی آلوده به طاعون، راهب تازه‌کار اوسموند با زن جوانی به نام آوریل که در صومعه او پناه گرفته بود، رابطه پنهانی برقرار می‌کند. هنگامی که بیماری صومعه را درگیر می‌کند، آوریل به اصرار اوسموند می‌رود، اما قول می‌دهد که یک هفته برای اوسموند در جنگلی نزدیک منتظر بماند. اوسموند برای نشانه ای از خدا دعا می‌کند تا صومعه را ترک کند و با آوریل متحد شود. اندکی پس از آن، اولریک، فرستاده اسقف منطقه، به صومعه می‌رسد و در جستجوی راهنما در میان جنگل برای رسیدن به روستای باتلاقی دورافتاده دست نخورده طاعون است. با ورود اولریک به عنوان علامت خروج، Osmund داوطلب می‌شود تا به عنوان راهنما خدمت کند و به گروه خود که متشکل از سربازان Wolfstan, Griff, Dalywag, Mold, Ivo و Swire است می‌پیوندد. این گروه به اسموند اطلاع می‌دهد که تصور می‌شود روستا توسط یک نکرومانسر هدایت می‌شود و قصد دارند او را برای محاکمه و اعدام به اسقف تحویل دهند.
سفر به دهکده منجر به مرگ گریف و آیو می‌شود، در حالی که اوزموند لباس آغشته به خون آوریل را پیدا می‌کند و معتقد است که او مرده‌است. در نهایت با رسیدن به مقصد، گروه با هاب و لانگیوا، رهبران دهکده روبرو می‌شوند. روستاییان با آگاهی از نیات گروه، سربازان را مواد مخدر مصرف می‌کنند، در حالی که اوزموند متوجه می‌شود که جسد آوریل در دهکده است و شاهد اجرای مراسمی لانگیوا است که او را زنده می‌کند.
اعضای گروه بسته شده و در یک گودال پر از آب می‌برند که در آن هاب و لانگیوا به کسانی که خدا را نفی می‌کنند، آزادی می‌دهند. هنگامی که گروه امتناع می‌ورزد، دالیواگ به صلیب کشیده می‌شود و روده اش جدا می‌شود. این منظره باعث می‌شود که سویر از ایمان خود چشم پوشی کند و فقط روستاییان او را در جنگل حلق آویز کنند. پس از آن، اوسموند را نزد آوریل می‌آورند و با این باور که او در حالت رنج است، او را با چاقو می‌زند تا روحش را نجات دهد. سپس اولریک را از گودال می‌برند تا توسط اسب‌ها قطعه قطعه شود، اما قبل از اینکه روستاییان او را اعدام کنند، فاش می‌کند که به طاعون مبتلا شده و آن را به دهکده آورده‌است. با حواس‌پرتی روستاییان از این مکاشفه، ولفستن و مولد می‌توانند با چاقویی که اسموند در کنار گودال قرار گرفته‌است، خود را آزاد کنند و به مقابله برسند. هاب Mold را می‌کشد، اما توسط Wolfstan ناتوان می‌شود و در دستگاه انتقال نکرومانسر قرار می‌گیرد.
اوسموند لانگیوا را تا باتلاق تعقیب می‌کند و در آنجا به او می‌گوید که او جادوگر نیست و آوریل در جنگل نمرده‌است. در عوض، آوریل دارو شده بود و رستاخیز ظاهری او یک عمل بود. مرگ واقعی او ناشی از چاقو زدن اوسموند به او بود. اوسموند که با این اطلاعات شکسته شده‌است، نمی‌تواند مانع از فرار لانگیوا شود. ولفستن که مأموریت را تکمیل شده می‌داند، اوسموند را به صومعه بازمی‌گرداند و هاب را به اسقف تحویل می‌دهد. در سال‌های بعد، دهکده مبتلا به طاعون می‌شود (انزوای نسبی آن منبع واقعی محافظت است) در حالی که ولفستن ارتباط خود را با اوسموند قطع می‌کند، اما شایعاتی در مورد سرد و بی‌رحمی او می‌شنود زیرا خودش را وقف یافتن و مجازات لانگیوا می‌کند - اما، او بسیاری از زنان بی گناه را به دلیل ذهنش اعدام می‌کند که باعث می‌شود وقتی به آنها نگاه می‌کند لانگیوا را ببیند.

## بازیگران
- ادی ردمین در نقش اوسموند
- شان بین در نقش اولریک
- کاریس فن هاوتن در نقش لانگیوا
- جان لینچ در نقش ولفستن
- تیم مک‌اینرنی در نقش هاب
- کیمبرلی نیکسون در نقش آوریل
- اندی نایمن در نقش دالیواگ
- دیوید وارنر در نقش ابوت
- جانی هریس در نقش مولد
- ایمان الیوت در نقش سویر